# Effectifs de la Coupe d'Europe des nations de rugby à XIII 2018
 (mars 2025).
Cet article présente les effectifs de la Coupe d'Europe des nations de rugby à XIII 2018 des quatre sélections qui disputent la compétition en Angleterre, au pays de Galles, en Irlande et en France entre octobre et novembre 2018..

## France
Entraîneur:  Aurélien Cologni
| Joueur               | Matcsh | Points | Essais | Buts | Drop | Position | Club                      |
| -------------------- | ------ | ------ | ------ | ---- | ---- | -------- | ------------------------- |
| Bastien Ader         | 0      | 0      | 0      | 0    | 0    | -        | Toulouse olympique XIII   |
| William Barthau      | 0      | 0      | 0      | 0    | 0    | -        | Toulouse olympique XIII   |
| Rhys Curran          | 0      | 0      | 0      | 0    | 0    | -        | Toulouse olympique XIII   |
| Paul Marcon          | 0      | 0      | 0      | 0    | 0    | -        | Toulouse olympique XIII   |
| Charles Bouzinac     | 0      | 0      | 0      | 0    | 0    | -        | Toulouse olympique XIII   |
| Bastien Canet        | 0      | 0      | 0      | 0    | 0    | -        | Toulouse olympique XIII   |
| Anthony Marion       | 0      | 0      | 0      | 0    | 0    | -        | Toulouse olympique XIII   |
| Tony Maurel          | 0      | 0      | 0      | 0    | 0    | -        | Toulouse olympique XIII   |
| Maxime Puech         | 0      | 0      | 0      | 0    | 0    | -        | Toulouse olympique XIII   |
| Justin Sangare       | 0      | 0      | 0      | 0    | 0    | -        | Toulouse olympique XIII   |
| Gavin Marguerite     | 0      | 0      | 0      | 0    | 0    | -        | Toulouse olympique XIII   |
| Lucas Albert         | 0      | 0      | 0      | 0    | 0    | -        | Dragons Catalans          |
| Jason Baitieri       | 0      | 0      | 0      | 0    | 0    | -        | Dragons Catalans          |
| Lambert Belmas       | 0      | 0      | 0      | 0    | 0    | -        | Dragons Catalans          |
| Alrix Da Costa       | 0      | 0      | 0      | 0    | 0    | -        | Dragons Catalans          |
| Tony Gigot           | 0      | 0      | 0      | 0    | 0    | -        | Dragons Catalans          |
| Mickaël Goudemand    | 0      | 0      | 0      | 0    | 0    | -        | Dragons Catalans          |
| Benjamin Jullien     | 0      | 0      | 0      | 0    | 0    | -        | Dragons Catalans          |
| Bastien Escamilla    | 0      | 0      | 0      | 0    | 0    | -        | Carcassonne               |
| Morgan Escaré        | 0      | 0      | 0      | 0    | 0    | -        | Wigan Warriors            |
| Romain Navarrete     | 0      | 0      | 0      | 0    | 0    | -        | Wigan Warriors            |
| Théo Fages           | 0      | 0      | 0      | 0    | 0    | -        | St Helens RLFC            |
| Thibaud Margalet     | 0      | 0      | 0      | 0    | 0    | -        | Saint-Estève XIII Catalan |
| Jordan Flovie        | 0      | 0      | 0      | 0    | 0    | -        | Saint-Estève XIII Catalan |
| Paul Séguier         | 0      | 0      | 0      | 0    | 0    | -        | Saint-Estève XIII Catalan |
| Arthur Romano        | 0      | 0      | 0      | 0    | 0    | -        | Saint-Estève XIII Catalan |
| Hakim Miloudi        | 0      | 0      | 0      | 0    | 0    | -        | Hull FC                   |
| Valentin Yesa        | 0      | 0      | 0      | 0    | 0    | -        | Limoux                    |
| Thomas Lasvenes      | 0      | 0      | 0      | 0    | 0    | -        | Limoux                    |
| Alexandre Mickalezyk | 0      | 0      | 0      | 0    | 0    | -        | Limoux                    |
| Benjamin Vergniol    | 0      | 0      | 0      | 0    | 0    | -        | Limoux                    |
| Mendy Saloty         | 0      | 0      | 0      | 0    | 0    | -        | Avignon                   |
| Ilias Bergal         | 0      | 0      | 0      | 0    | 0    | -        | Leigh Centurions          |
| Louis Jouffret       | 0      | 0      | 0      | 0    | 0    | -        | Batley Bulldogs           |

## Pays de Galles
Entraîneur:  John Kear
| Joueur           | Matcsh | Points | Essais | Buts | Drop | Position | Club                   |
| ---------------- | ------ | ------ | ------ | ---- | ---- | -------- | ---------------------- |
| Dalton Grant     | 0      | 0      | 0      | 0    | 0    | Arrière  | Bradford Bulls         |
| Rhys Gant        | 0      | 0      | 0      | 0    | 0    | Arrière  | Coventry Bears         |
| James Mason      | 0      | 0      | 0      | 0    | 0    | Arrière  | Coventry Bears         |
| Liam Rice-Wilson | 0      | 0      | 0      | 0    | 0    | Arrière  | Coventry Bears         |
| Chris Vitalini   | 0      | 0      | 0      | 0    | 0    | Arrière  | Coventry Bears         |
| Josh Ralph       | 0      | 0      | 0      | 0    | 0    | Arrière  | Easts Tigers           |
| Chester Butler   | 0      | 0      | 0      | 0    | 0    | Arrière  | Halifax                |
| Connor Davies    | 0      | 0      | 0      | 0    | 0    | Arrière  | Halifax                |
| Curtis Davies    | 0      | 0      | 0      | 0    | 0    | Arrière  | Halifax                |
| Dan Fleming      | 0      | 0      | 0      | 0    | 0    | Arrière  | Halifax                |
| Sion Jones       | 0      | 0      | 0      | 0    | 0    | Arrière  | Halifax                |
| Ben Evans        | 0      | 0      | 0      | 0    | 0    | Arrière  | London Broncos         |
| Elliot Kear      | 0      | 0      | 0      | 0    | 0    | Arrière  | London Broncos         |
| Rhys Williams    | 0      | 0      | 0      | 0    | 0    | Arrière  | London Broncos         |
| Elliot Jenkins   | 0      | 0      | 0      | 0    | 0    | Arrière  | Rochdale Hornets       |
| Gavin Bennion    | 0      | 0      | 0      | 0    | 0    | Arrière  | Salford Red Devils     |
| Ben Morris       | 0      | 0      | 0      | 0    | 0    | Arrière  | St Helens              |
| Rhodri Lloyd     | 0      | 0      | 0      | 0    | 0    | Arrière  | Swinton Lions          |
| Jake Emmitt      | 0      | 0      | 0      | 0    | 0    | Arrière  | Toronto Wolfpack       |
| Courtney Davies  | 0      | 0      | 0      | 0    | 0    | Arrière  | Sans club              |
| James Olds       | 0      | 0      | 0      | 0    | 0    | Arrière  | West Brisbane Panthers |
| Morgan Evans     | 0      | 0      | 0      | 0    | 0    | Arrière  | West Wales Raiders     |
| Steve Parry      | 0      | 0      | 0      | 0    | 0    | Arrière  | West Wales Raiders     |
| Gil Dudson       | 0      | 0      | 0      | 0    | 0    | Arrière  | Widnes Vikings         |
| Lloyd White      | 0      | 0      | 0      | 0    | 0    | Arrière  | Widnes Vikings         |

## Irlande
Entraîneur:  Stuart Littler
| Joueur           | Matcsh | Points | Essais | Buts | Drop | Position | Club                       |
| ---------------- | ------ | ------ | ------ | ---- | ---- | -------- | -------------------------- |
| Sean O'Sullivan  | 0      | 0      | 0      | 0    | 0    | -        | Athy Sharks                |
| Connor Smyth     | 0      | 0      | 0      | 0    | 0    | -        | Athy Sharks                |
| Michael Ward     | 0      | 0      | 0      | 0    | 0    | -        | Batley Bulldogs            |
| Chris Hall       | 0      | 0      | 0      | 0    | 0    | -        | Belfast Stags              |
| Connor Phillips  | 0      | 0      | 0      | 0    | 0    | -        | Belfast Stags              |
| Joe Keyes        | 0      | 0      | 0      | 0    | 0    | -        | Bradford Bulls             |
| Gregg McNally    | 0      | 0      | 0      | 0    | 0    | -        | Bradford Bulls             |
| Ethan Ryan       | 0      | 0      | 0      | 0    | 0    | -        | Bradford Bulls             |
| Peter Ryan       | 0      | 0      | 0      | 0    | 0    | -        | Coventry Bears             |
| Aaron Ryan       | 0      | 0      | 0      | 0    | 0    | -        | Dublin City Exiles         |
| Ryan Guilfoyle   | 0      | 0      | 0      | 0    | 0    | -        | Galway Tribesmen           |
| Ed O’Keefe       | 0      | 0      | 0      | 0    | 0    | -        | Galway Tribesmen           |
| Roy Stanley      | 0      | 0      | 0      | 0    | 0    | -        | Galway Tribesmen           |
| Ronan Michael    | 0      | 0      | 0      | 0    | 0    | -        | Huddersfield Giants        |
| Lewis Bienek     | 0      | 0      | 0      | 0    | 0    | -        | Hull FC                    |
| Api Pewhairangi  | 0      | 0      | 0      | 0    | 0    | -        | London Broncos             |
| Andrew Coade     | 0      | 0      | 0      | 0    | 0    | -        | Longhorns RL               |
| Matt Connelly    | 0      | 0      | 0      | 0    | 0    | -        | Longhorns RL               |
| Gareth Gill      | 0      | 0      | 0      | 0    | 0    | -        | Longhorns RL               |
| Richie McHugh    | 0      | 0      | 0      | 0    | 0    | -        | Longhorns RL               |
| James Mulvany    | 0      | 0      | 0      | 0    | 0    | -        | Longhorns RL               |
| Kevin Varga      | 0      | 0      | 0      | 0    | 0    | -        | Longhorns RL               |
| Tyrone McCarthy  | 0      | 0      | 0      | 0    | 0    | -        | Salford Red Devils         |
| James Bentley    | 0      | 0      | 0      | 0    | 0    | -        | St Helens                  |
| Will Hope        | 0      | 0      | 0      | 0    | 0    | -        | Swinton Lions              |
| Liam Finn        | 0      | 0      | 0      | 0    | 0    | -        | Wakefield Trinity Wildcats |
| Scott Grix       | 0      | 0      | 0      | 0    | 0    | -        | Wakefield Trinity Wildcats |
| Luke Hooley      | 0      | 0      | 0      | 0    | 0    | -        | Wakefield Trinity Wildcats |
| George King      | 0      | 0      | 0      | 0    | 0    | -        | Warrington Wolves          |
| Pat Moran        | 0      | 0      | 0      | 0    | 0    | -        | Warrington Wolves          |
| Alan McMahon     | 0      | 0      | 0      | 0    | 0    | -        | Waterford Vikings          |
| Callum Mulkeen   | 0      | 0      | 0      | 0    | 0    | -        | West Wales Raiders         |
| Callum O’Neill   | 0      | 0      | 0      | 0    | 0    | -        | Widnes Vikings             |
| Liam Byrne       | 0      | 0      | 0      | 0    | 0    | -        | Wigan Warriors             |
| Declan O’Donnell | 0      | 0      | 0      | 0    | 0    | -        | Wigan Warriors             |

## Écosse
Entraîneur:  John Duffy/ Christopher Chester
| Joueur             | Matcsh | Points | Essais | Buts | Drop | Position | Club                       |
| ------------------ | ------ | ------ | ------ | ---- | ---- | -------- | -------------------------- |
| David Scott        | 0      | 0      | 0      | 0    | 0    | -        | Batley Bulldogs            |
| Luke Westman       | 0      | 0      | 0      | 0    | 0    | -        | Berkley RLFC               |
| Niall Hall         | 0      | 0      | 0      | 0    | 0    | -        | Bon Accord Bulls           |
| Lewis Tierney      | 0      | 0      | 0      | 0    | 0    | -        | Dragons Catalans           |
| Frankie Mariano    | 0      | 0      | 0      | 0    | 0    | -        | Doncaster Rovers           |
| Craig Borthwick    | 0      | 0      | 0      | 0    | 0    | -        | Edinburgh Eagles           |
| Lewis Clarke       | 0      | 0      | 0      | 0    | 0    | -        | Edinburgh Eagles           |
| Matt Hogg          | 0      | 0      | 0      | 0    | 0    | -        | Edinburgh Eagles           |
| Finn Hutchison     | 0      | 0      | 0      | 0    | 0    | -        | Edinburgh Eagles           |
| Terry Logan        | 0      | 0      | 0      | 0    | 0    | -        | Edinburgh Eagles           |
| Craig Robertson    | 0      | 0      | 0      | 0    | 0    | -        | Edinburgh Eagles           |
| Sam Brooks         | 0      | 0      | 0      | 0    | 0    | -        | Featherstone Rovers        |
| Scott Plumridge    | 0      | 0      | 0      | 0    | 0    | -        | Glasgow RL                 |
| Ben Kavanagh       | 0      | 0      | 0      | 0    | 0    | -        | Hull KR                    |
| Will Oakes         | 0      | 0      | 0      | 0    | 0    | -        | Hull KR                    |
| Billy McConnachie  | 0      | 0      | 0      | 0    | 0    | -        | Ipswich Jets               |
| Davey Dixon        | 0      | 0      | 0      | 0    | 0    | -        | Keighley Cougars           |
| Kieran Moran       | 0      | 0      | 0      | 0    | 0    | -        | Keighley Cougars           |
| Nick Glohe         | 0      | 0      | 0      | 0    | 0    | -        | Lakes United RLFC          |
| Ben Hellewell      | 0      | 0      | 0      | 0    | 0    | -        | London Broncos             |
| Alex Walker        | 0      | 0      | 0      | 0    | 0    | -        | London Broncos             |
| James Bell         | 0      | 0      | 0      | 0    | 0    | -        | New Zealand Warriors       |
| Niall Sidney       | 0      | 0      | 0      | 0    | 0    | -        | Newcastle Thunder          |
| Lachlan Stein      | 0      | 0      | 0      | 0    | 0    | -        | Newtown Jets               |
| Logan Bayliss-Brow | 0      | 0      | 0      | 0    | 0    | -        | North Queensland Cowboys   |
| Oscar Thomas       | 0      | 0      | 0      | 0    | 0    | -        | Sheffield Eagles           |
| Murray Mitchell    | 0      | 0      | 0      | 0    | 0    | -        | Strathmore Silverbacks     |
| Ali Olivier        | 0      | 0      | 0      | 0    | 0    | -        | Strathmore Silverbacks     |
| Josh Barlow        | 0      | 0      | 0      | 0    | 0    | -        | Swinton Lions              |
| Ryan Brierley      | 0      | 0      | 0      | 0    | 0    | -        | Toronto Wolfpack           |
| Matthew Russell    | 0      | 0      | 0      | 0    | 0    | -        | Toronto Wolfpack           |
| Kane Bentley       | 0      | 0      | 0      | 0    | 0    | -        | Toulouse olympique XIII    |
| Jordan Aiono Fatu  | 0      | 0      | 0      | 0    | 0    | -        | Tweedhead Seagulls         |
| Archie Andrade     | 0      | 0      | 0      | 0    | 0    | -        | Wakefield Trinity Wildcats |
| Oliver Wilkes      | 0      | 0      | 0      | 0    | 0    | -        | Workington Town            |